# 周陽由
周陽由（?—?），本姓赵，后因父亲赵兼（趙姬弟）以淮南王舅父的身份被封为周阳侯，所以改姓周阳，西汉大臣。汉文帝、汉景帝时，为郡守。汉武帝时，二千石的官员数他最为残酷骄横，治理郡国，打击豪强。后来为河东郡都尉，和太守胜屠公争权，互相告发。被汉武帝诛杀。

## 延伸阅读
[在维基数据编辑]
 《史記/卷122》，出自司馬遷《史記》